# Raw and Live
Raw And Live es un álbum con doble disco en vivo de los Sex Pistols. El Disco 1 es un concierto de la banda de Sex Pistols mientras que el disco 2 e el registro en vivo del único concierto en vivo de Sid Vicious como solista.

## Listados de temas
Disco 1 (Sex Pistols en vivo)
1. "Pretty Vacant"
2. "No Feelings"
3. "I Wanna Be Me"
4. "I'm Lazy Sod"
5. "Submission"
6. "C'mon Everybody"
7. "Search & Destroy"
8. "Anarchy In The U.K."
9. "Satellite"
10. "Don't Give Me, No Lip Child"
11. "The Fucking Rotten"

Disco 2 (Concierto de Sid Vicious)
1. "Something Else"
2. "C'mon Everybody"
3. "(I'm Not Your ) Steppin' Stone
4. "Don't Give Me, No Lip Child"
5. "I Wanna Be Your Dog
6. "Belsen Was A Gas"
7. "Chatterbox"
8. "Tight Pants"
9. "My Way"
10. "Search & Destroy"
11. "I Killed The Cat"

- El Tema 11 es la polémica creada en el show de Bill Grundy de parte de los Sex Pistols

- Datos: Q745676